# IJslandgambiet
Het IJslandgambiet is in de opening van een schaakpartij een variant in de Scandinavische opening en het heeft als beginzetten: 1.e4 d5 2.ed Pf6 3.c4 e6
Eco-code B 01
Deze variant wordt ook wel het palmegambiet genoemd.